# Christopher O'Donnell
Christopher O'Donnell (Sligo, 17 de mayo de 1998) es un deportista iralndés que compite en atletismo, especialista en las carreras de velocidad. Ganó una medalla de oro en el Campeonato Europeo de Atletismo de 2024, en la prueba de 4 × 400 m mixto.

## Palmarés internacional
| Campeonato Europeo | Campeonato Europeo | Campeonato Europeo | Campeonato Europeo |
| Año                | Lugar              | Medalla            | Prueba             |
| ------------------ | ------------------ | ------------------ | ------------------ |
| 2024               | Roma (Italia)      | Medalla de oro     | 4 × 400 m mixto    |